# Ariadne ariadne
Ariadne ariadne ist ein in Asien vorkommender Schmetterling (Tagfalter) aus der Familie der Edelfalter (Nymphalidae), der nach Ariadne aus der griechischen Mythologie benannt wurde.

## Merkmale

### Falter
Ariadne ariadne weist keinen Geschlechtsdimorphismus auf. Männchen und Weibchen zeigen die gleichen Zeichnungselemente. Die Flügelspannweite beträgt 45 bis 60 Millimeter. Sämtliche Flügel haben auf der Vorderseite eine orange gelbe bis orange braune Grundfarbe. Mehrere schmale, eng gewellte dunkelbraune Querlinien verlaufen über Vorder- und Hinterflügel. Nahe dem Apex ist auf dem Vorderflügel ein sehr kleiner weißer Fleck zu erkennen, der auch auf die Unterseite durchscheint. Die Fransen sind abwechselnd weiß und dunkelbraun. Auf den Flügelunterseiten hebt sich eine gebogene rotbraune Querbänderzeichnung vom hellbraunen Grund ab.

### Raupe, Puppe
Ausgewachsene Raupen sind schwarzbraun gefärbt und auf der gesamten Körperoberfläche mit stark verzweigten schwarzen Dornen versehen. Am Kopf befinden sich zwei kurze, dünne, gestreckte, ebenfalls verzweigte Hörner. Ab dem dritten Körpersegment verläuft eine breite hellgelbe oder weiße Rückenlinie, die mehrfach von dünnen schwarzen Querlinien unterbrochen wird. Die Puppe ist als Stürzpuppe ausgebildet und hat eine hellbraune Farbe. Die gewellten Flügelscheiden und ein Höcker ragen auffällig hervor. Am Kopf befinden sich zwei kurze Spitzen.

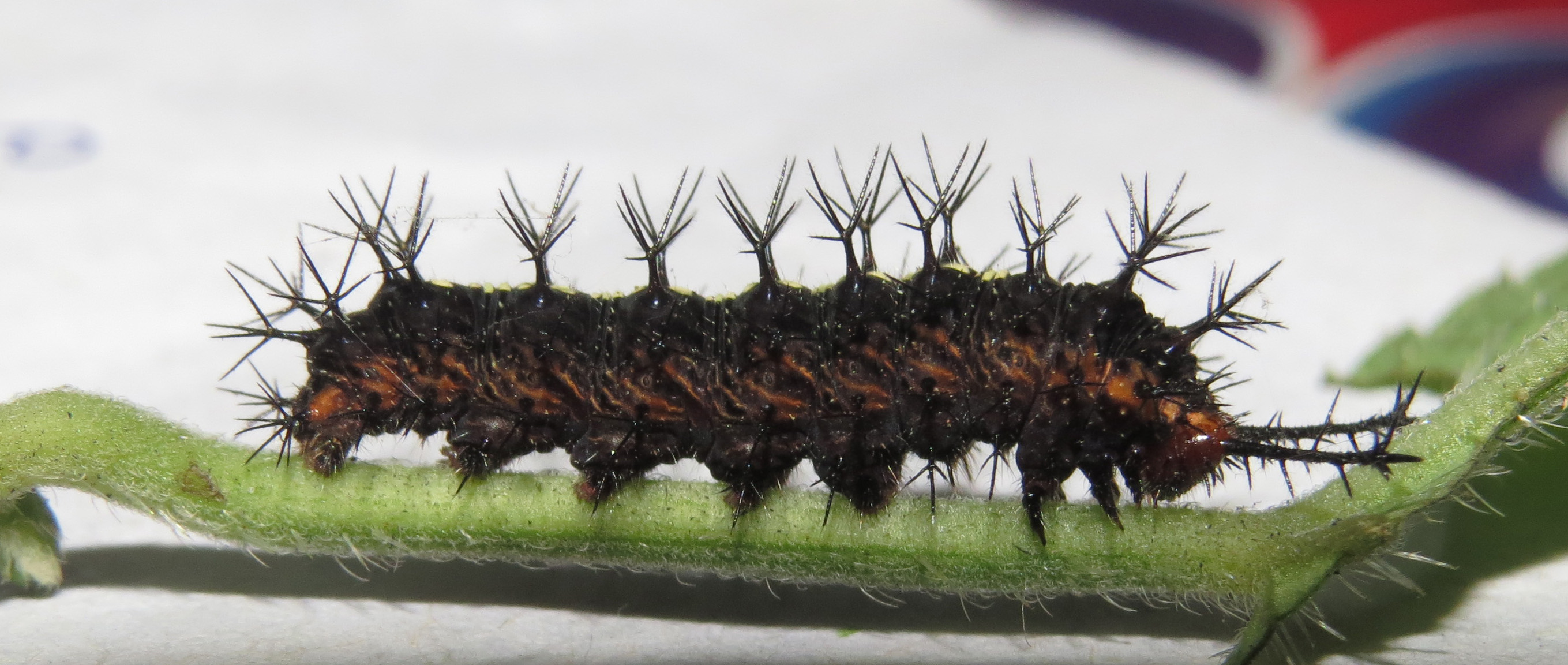
Raupe lateral
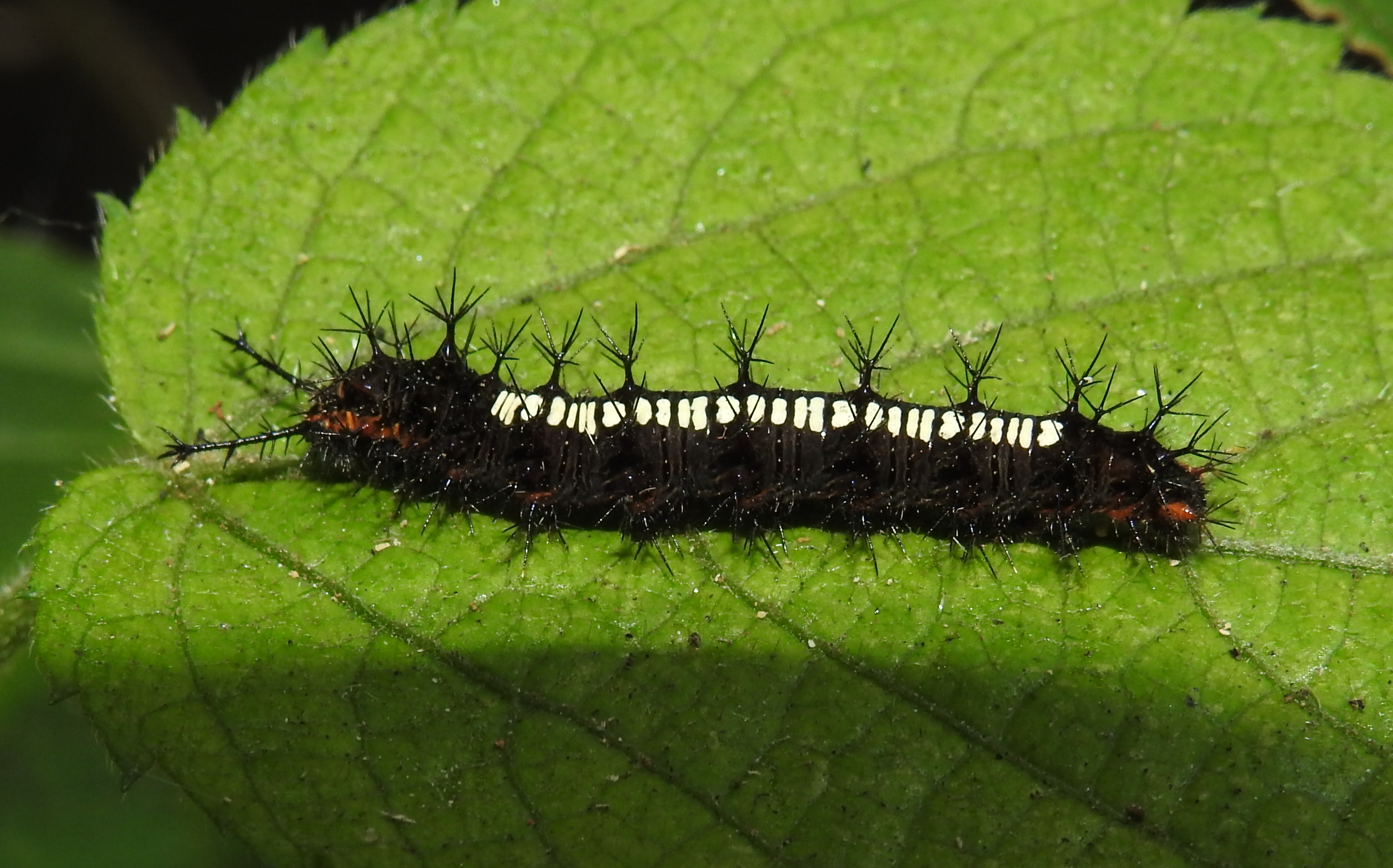
Raupe dorsal
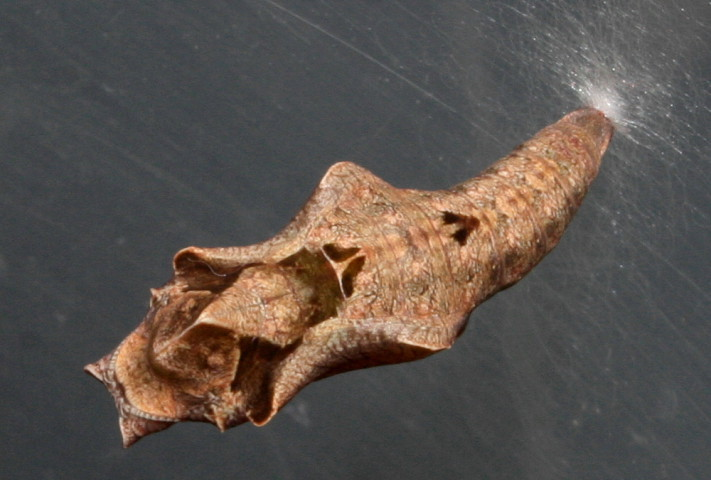
Puppe dorsal
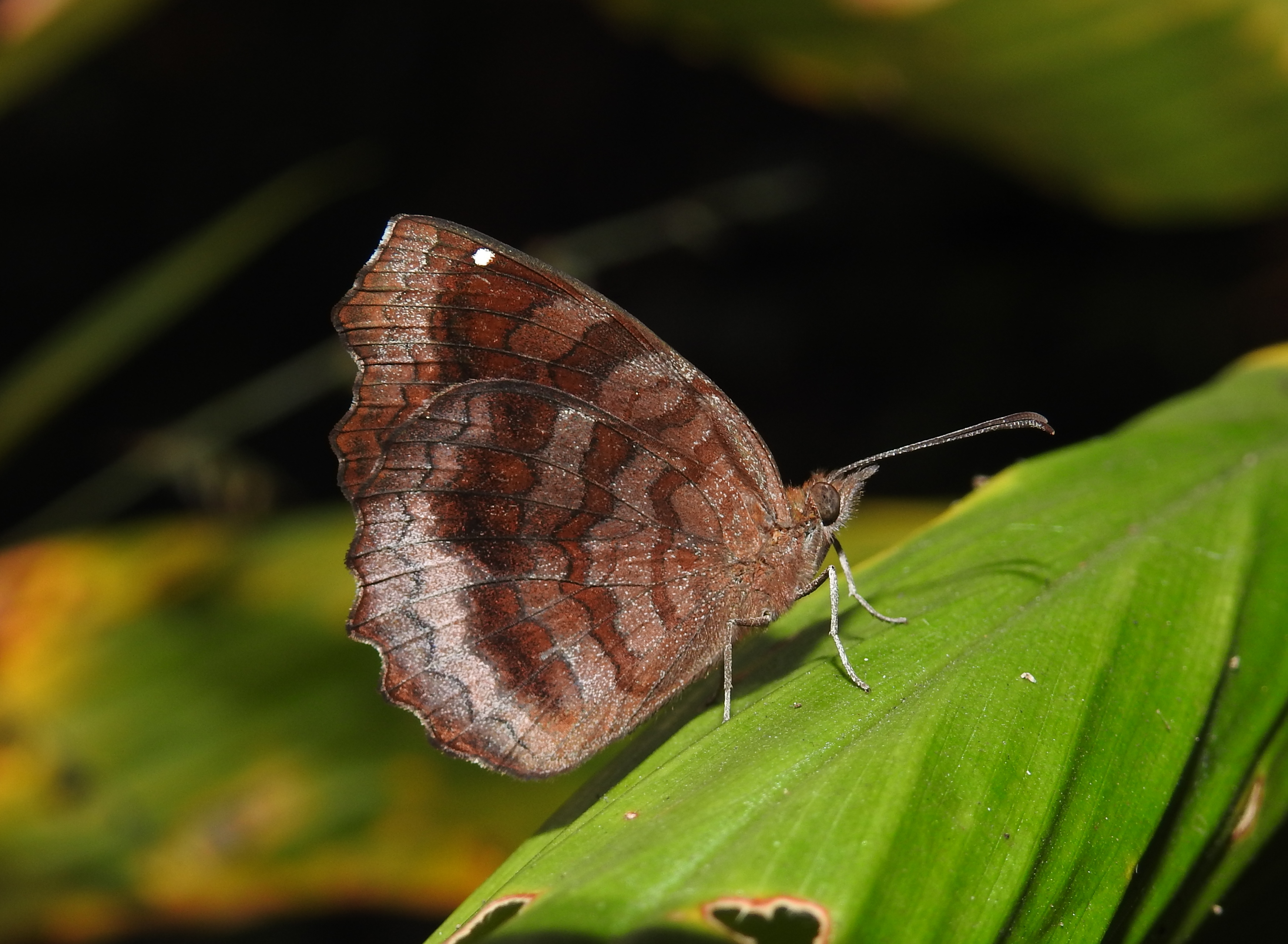
Flügelunterseite

### Ähnliche Arten
Die Falter von Ariadne merione unterscheiden sich durch etwas schwächer gewellten dunkelbraunen Linien auf der Vorderflügeloberseite sowie die dunklere Hinterflügelunterseite.

## Verbreitung und Lebensraum

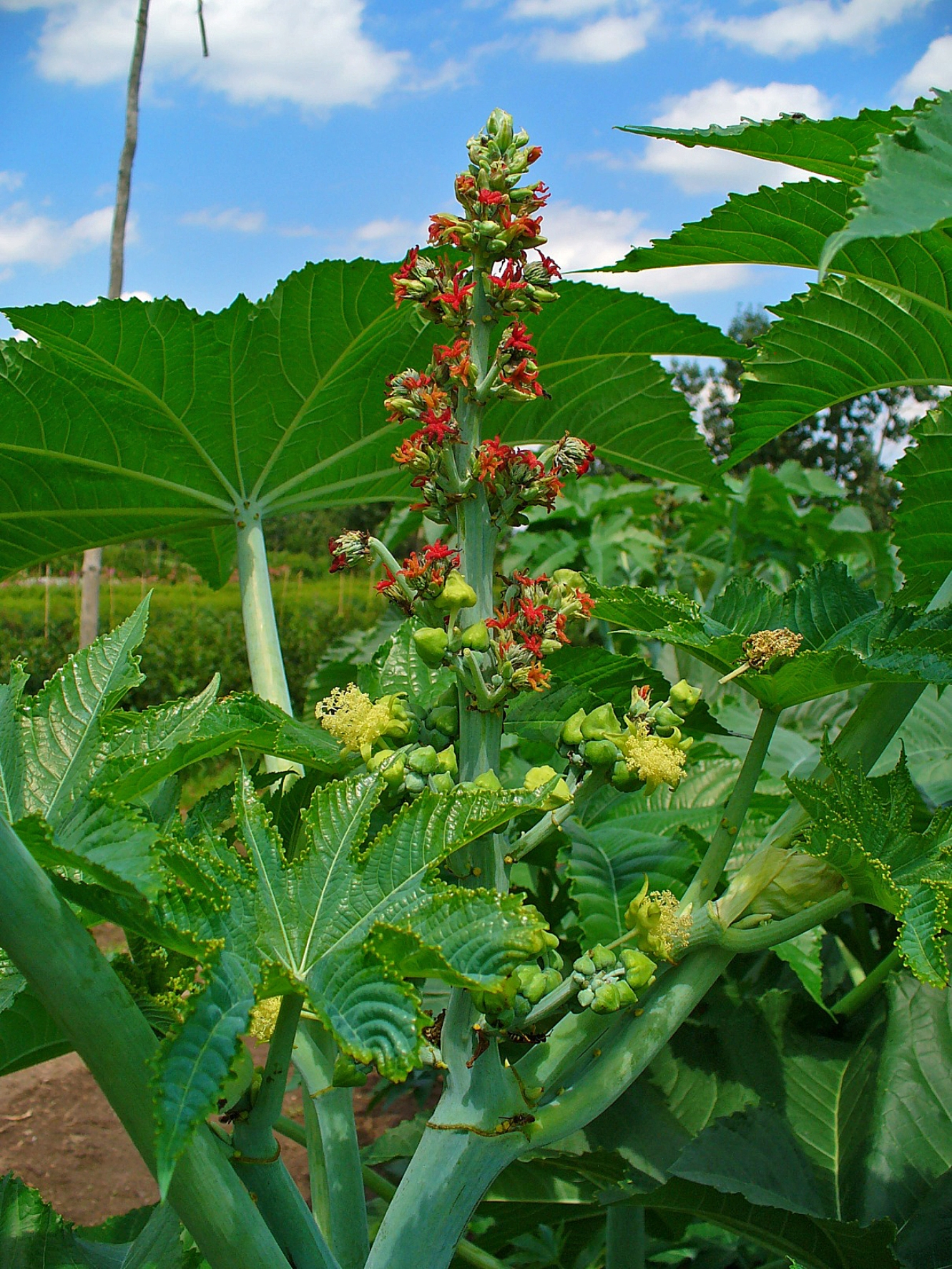
Wunderbaum (Ricinus communis), die Hauptnahrungspflanze der Raupen

Ariadne ariadne kommt in Indien, Indonesien, Bhutan, Myanmar, Thailand, Kambodscha, China, Laos, Vietnam, Taiwan und Malaysia sowie auf Sri Lanka vor. In den einzelnen Vorkommensgebieten sind acht Unterarten bekannt. Die Art besiedelt bevorzugt Waldränder und Lichtungen.

## Lebensweise
Die Falter fliegen in mehreren Generationen das ganze Jahr hindurch, schwerpunktmäßig jedoch während der Monsunzeit zwischen Juni und September. Beide Geschlechter saugen zur Nahrungsaufnahme gerne an Blüten, an denen sie jedoch nur kurze Zeit verweilen. Die Raupen ernähren sich in erster Linie von den Blättern des Wunderbaums (Ricinus communis). Weitere Nahrungspflanzen entstammen den zu den Wolfsmilchgewächsen (Euphorbiaceae) zählenden Pflanzengattungen Acalypha, Cnesmone und Tragia.